# Utricularia simulans
Utricularia simulans är en tätörtsväxtart som beskrevs av Pilger. Utricularia simulans ingår i släktet bläddror, och familjen tätörtsväxter. Inga underarter finns listade i Catalogue of Life.